# Адамс, Патч
Ха́нтер До́эрти «Патч» А́дамс (англ. Hunter Doherty «Patch» Adams; род. 28 мая 1945) — американский врач, общественный деятель, больничный клоун и писатель. Более всего известен своей деятельностью в качестве больничного клоуна и считается одним из создателей данного явления. В 1972 году он основал учреждение Gesundheit! Institute (Институт «Будьте здоровы!»).
Помимо участия в больничной клоунаде, Адамс является профессиональным клоуном, актёром, социальным активистом, послом доброй воли и писателем. Каждый год он собирает группу добровольцев и во главе их ездит в разные страны по всему миру, где, выступая в клоунской одежде, пытается ободрить и развеселить детей, находящихся в детских домах и больницах. В настоящее время Адамс проживает в Урбане, штат Иллинойс, и совместно со своим институтом пропагандирует «альтернативную» концепцию здоровья.

## Биография
Адамс родился в Вашингтоне в семье Анны Кэмпбелл Стюарт и Роберта Логриджа Адамса. Его отец был военным, воевал в Корее и умер в Германии в 1961 году, когда Хантер был подростком. После этого он с матерью и братом вернулся в США. В школе он испытал институциональную несправедливость: стал объектом насмешек, что привело к вечной печали и суицидальным наклонностям. После трёх госпитализаций в психиатрическую клинику за один год Адамс сказал себе: «ты не убиваешь себя, тупица; ты делаешь революцию».

### Начало карьеры
В 1963 году Адамс окончил среднюю школу в Уэйкфилде. В 1973 году получил степень доктора медицины в Виргинском медицинском колледже Университета Содружества Виргинии. По его мнению, здоровье индивидуума не может быть отделено от здоровья семьи, общины и мирового здоровья. В результате Адамс совместно с несколькими членами своего института Gesundheit основал бесплатную общественную больницу, работавшую на протяжении 12 лет.

### Основание «Института доброго здоровья»
Институт «Gesundheit» создавался как медико-экологическое поселение с широким перечнем оказываемых бесплатно амбулаторных и стационарных медицинских услуг, финансово поддерживаемое своими основателями, расположенное в Западной Вирджинии, рассчитанное на 40 коек и открытое для всех желающих. Целью института было объединить традиционную медицинскую больничную практику и альтернативную медицину: иглоукалывание, гомеопатию и т. п. Деятельность учреждения привела к интеграции многих областей деятельности в процесс лечения, превратившись в «комплексную медицину»: в качестве методов лечения используются исполнительское искусство, ремёсла, наблюдение природы, занятия сельским хозяйством и развлекательные мероприятия. В больницу Адамса каждое лето прибывают добровольцы, которых набирают через специальный веб-сайт. Госпиталь поселения располагается в старых зданиях женской тюрьмы и её больницы.
Слово «Gesundheit» в переводе с немецкого означает «здоровье» (также его используют как фразу «Будь здоров»).

### Личная жизнь
На последнем курсе колледжа Патч встретил Линду Эдквист, которая помогла ему основать его институт. В 1976 году они поженились; у них родились двое сыновей: Атомик Загнут «Зэг» Адамс и Ларс Зиг Эдквист Адамс. В 1998 году Патч и Линда развелись.

## Другие виды деятельности
Помимо своей деятельности в области медицины Адамс также публично высказывает свои политические взгляды. В частности, он высказывает своё желание покончить с капиталистической системой. Он также возглавил коалицию в общественной кампании против президента США Джорджа Буша и против новой свободной комиссии по психическому здоровью, созданной по распоряжению президента.
Адамс выступает в поддержку деятельности ассоциации MindFreedom International, которая объединяет 100 различных групп, проводящих совместными усилиями кампании по защите права людей не считаться психически больными.

## Фильм
Жизнь и деятельность Адамса стали основой для биографического фильма «Целитель Адамс», в котором роль Адамса исполнил Робин Уильямс. Фильм подвергался резкой критике, но окупился и в настоящее время является довольно популярным у зрителей.
После выхода картины Патч Адамс воспринял её очень критически, поскольку в ней, по его мнению, слишком упростили его личность и цели и изобразили его просто как забавного врача, при этом он заявил, что не испытывает ненависти к Робину Уильямсу. После смерти актёра он выразил глубокую скорбь и заметил, что во время съёмок фильма, когда Адамс приходил с семьёй на площадку, Робин особенно добро относился к его сыновьям; также он заявил, что изменил мнение по поводу фильма — теперь считает, что Робин сыграл его чудесно.